# Bodianus scrofa
Bodianus scrofa là một loài cá biển thuộc chi Bodianus trong họ Cá bàng chài. Loài này được mô tả lần đầu tiên vào năm 1839.

## Từ nguyên
Từ định danh của loài là một danh từ tính nữ trong tiếng Latinh có nghĩa là "lợn nái", hàm ý đề cập đến tên thông thường của chúng, hogfish (cá mõm lợn), cũng là tên gọi chung cho tất cả các thành viên trong chi Bodianus.

## Phạm vi phân bố và môi trường sống
B. scrofa chỉ được ghi nhận ở vùng biển ngoài khơi các nhóm đảo thuộc Macaronesia (Bắc Đại Tây Dương). Môi trường sống của B. scrofa là gần những rạn đá ngầm, được quan sát và thu thập ở độ sâu khoảng 20–200 m.

## Loài bị đe dọa
Do nạn đánh bắt quá mức và sự suy thoái môi trường sống mà B. scrofa được xếp vào danh sách các Loài sắp nguy cấp.
Tại quần đảo Canaria, sự suy giảm quần thể của B. scrofa được biết đến chủ yếu từ những năm 1990. Trong khi đó, ở Madeira, loài này gần như không được nhìn thấy. Còn ở Açores, quần thể của B. scrofa đã giảm đi đáng kể ở những khu vực mà loài này thường bị đánh bắt, đặc biệt là đối với những cá thể có kích thước lớn (cá đực).

## Mô tả
B. scrofa có chiều dài cơ thể tối đa được ghi nhận là 80 cm. B. scrofa là một loài dị hình giới tính.
Số gai ở vây lưng: 12; Số tia vây ở vây lưng: 10–11; Số gai ở vây hậu môn: 3; Số tia vây ở vây hậu môn: 12–13; Số tia vây ở vây ngực: 17–18.

## Sinh thái học
Thức ăn của B. scrofa là những loài thủy sinh không xương sống như cầu gai hay động vật chân bụng. Cá đực sống theo chế độ hậu cung, với 2-3 con cá cái cùng sống trong lãnh thổ của nó. Chúng không dựng tổ và cũng không có hành vi chăm sóc trứng.
B. scrofa là một loài lưỡng tính tiền nữ, tức cá đực trưởng thành đều phải trải qua giai đoạn là cá cái. Cá cái bắt đầu chuyển đổi giới tính thành cá đực khi đạt đến kích thước khoảng 45–65 cm.
B. scrofa được đánh bắt chủ yếu bằng dây và móc câu, ít khi dùng đến lưới. Loài này được bán nhiều ở các chợ cá trong khu phân bố. Ở Canaria, cơ thể của B. scrofa có thể tích tụ các kim loại độc như chì và cadmi, cũng như đối với các loài Mycteroperca fusca và Centroscymnus coelolepis.

### Trích dẫn
- Martin F. Gomon (2006). “A revision of the labrid fish genus Bodianus with descriptions of eight new species” (PDF). Records of the Australian Museum, Supplement. 30: 1–133. ISSN 0812-7387.